# Villa Gallia
La Villa Gallia (formalmente identificata come Villa Crespi) è una imponente villa neoclassica di Como, opera dell'architetto Simone Cantoni.

## Storia
La villa deve il proprio nome al cardinale Marco Gallio, che nel 1615 (o 1619) la fece costruire abbattendo la villa-museo dell'umanista Paolo Giovio, la quale era stata a sua volta edificata negli anni 1537-1543. La decorazione ad affresco del salone centrale di Villa Gallia fu affidata a Isidoro Bianchi, forse in collaborazione con i pittori della famiglia Recchi.
Nel 1772 la villa passò nelle mani della famiglia Fossani.
Nel 1815 Simone Cantoni, progettista di Villa Olmo, eseguì l'ampliamento a sud e l'aggiornamento in stile neoclassico per conto di Carolina di Brunswick. Alloggiata presso la vicina Villa Saporiti, la nobile inglese preferì poi acquistare Villa d'Este. 
Nel 1859 la villa divenne proprietà della famiglia Bellotti.
Alla fine dell'Ottocento la villa fu oggetto di ulteriori modifiche, apportate dall'ingegner Robecchi. Queste elaborazioni comportarono la realizzazione dell'attico, di alcuni balconi e di una decorazione a bugnato. 
Nel 1901 si iniziarono i lavori di realizzazione di un giardino formale e della cancellata. Quest'ultima, commissionata da Giulia Morbio, fu costruita da Mazzuccotelli sulla base di un progetto di Lodovico Pogliaghi. 
Durante il Novecento, la parte di giardino a monte della villa fu destinata alla costruzione di una scuola. I lavori non interessarono tuttavia l'antico ninfeo, databile al Seicento, ancora oggi visibile nel cortile dello stesso istituto scolastico.
L'ultima ristrutturazione avvenne a cavallo tra la fine degli anni 1950 e il decennio successivo, su delibera della Giunta Comunale di Como, per accogliere gli uffici dell'Amministrazione provinciale, già proprietaria dell'attigua Villa Saporiti.
Dal 16 giugno 1998, la parte di giardino rivolta verso il Lario ospita Medusa, scultura di Domenico Paladino dedicata a Gianni Versace.

## Descrizione
All'interno della villa, tra i dipinti di Isidoro Bianchi, spicca una raffigurazione della fuga da Troia da parte di Enea.